# Грек-Поляна
Грек-Поля́на — бывшая деревня в Балезинском районе Удмуртии, входит в Исаковское сельское поселение.
Находилась в месте впадения в реку Умка (правый приток реки Кеп) ручья Ордес.
В 3,5 километрах находится федеральная дорога Р321. Ранее соединялась с дорогой (пролегавшей немного западнее) узкоколейкой.